# Вербовский сельский совет (Пологовский район)
Вербовский сельский совет (укр. Вербівська сільська рада) — входит в состав
Пологовского района
Запорожской области
Украины.
Административный центр сельского совета находится в 
с. Вербовое.

## История
- 1790 — дата образования.

## Населённые пункты совета
- с. Вербовое